# 조종초등학교 운악분교
조종초등학교 운악분교는 대한민국 경기도 가평군 조종면 하판리 214에 있었던 초등학교이다.

## 연혁
- 1936년 3월 1일 조종공립보통학교 부설 운악간이학교 개교
- 1943년 4월 1일 운악공립국민학교 승격
- 1946년 4월 1일 조종국민학교 운악분교로 개편
- 1991년 3월 1일 상판분교장 통폐합
- 1994년 3월 1일 조종초등학교 분교로 편입
- 1996년 3월 1일 조종초등학교 운악분교 개칭
- 1998년 2월 28일 폐교, 조종초등학교로 통합